# Грицун Едуард В'ячеславович
Грицун Едуард В'ячеславович (4 лютого 1976) — російський велогонщик.
Срібний призер Олімпійських Ігор 1996 року в командній гонці переслідування, учасник 2000 року.
Бронзовий призер Чемпіонату світу з трекових велоперегонів 1999 року в командній гонці переслідування.